# Полудитон
Полудито́н (лат. semiditonus) — в пифагоровом строе музыкальный интервал, составленный из целого тона и лиммы. 
Интервальный коэффициент полудитона — 32/27:
{\displaystyle {\frac {9}{8}}\times {\frac {256}{243}}={\frac {2^{5}}{3^{3}}}={\frac {32}{27}}\approx 294{,}13\;\mathrm {Cent} }.

## Исторический очерк
Термин «полудитон» появился гораздо позже исторических описаний и расчётов полудитона. В древнегреческой теории музыки (впервые у Аристоксена) этот интервал назывался «триполутоном» (др.-греч. τριημιτόνιον), в древнеримской (например, у Боэция) «несоставным триполутоном» (лат. triemitonium incompositum). В обоих случаях описывался как интервал в тетрахорде хроматического рода мелоса. Латинский термин semiditonus впервые отмечается в музыкальных трактатах первой трети XI века, в учениях Гвидо Аретинского и Адальбольда Утрехтского.
Начиная с позднего Средневековья (примерно с XIII века) на смену термину «полудитон» пришёл термин «малая терция» (tertia minor), который используется в учении о гармонии вплоть до наших дней. В современных исследованиях (ретроспективно) полудитон иногда называют «пифагорейской малой терцией».